# Kentrocapros rosapinto
Kentrocapros rosapinto är en fiskart som först beskrevs av Smith 1949.  Kentrocapros rosapinto ingår i släktet Kentrocapros och familjen Aracanidae. Inga underarter finns listade i Catalogue of Life.